# Couvent des Cordeliers de La Cassine
Le Couvent des Cordeliers de La Cassine est situé à La Cassine, ancienne commune, intégrée, depuis 1970, à Vendresse en France. Ce couvent inclut une église.

## Description
L'église et les autres bâtiments du couvent délimitent une cour. La date de 1587 est mentionnée sur le pignon de l'église. La façade occidentale de cette église est sans décor. À l'intérieur, la nef unique n'a pas plus de décor et est couverte d'une charpente formant une voûte en berceau. L'ancien dortoir des moines est couvert de la même façon. Les fenêtres comportent des remplages de style Renaissance.

## Localisation
L'église et le couvent sont situés à l'extérieur du bourg de La Cassine, à 500 mètres au sud, en bordure du bois de La Cassine, et un peu à l'écart de la route menant à Sauville, sur le territoire de la commune de Vendresse

## Historique
Un château est construit en 1571 à La Cassine par Louis de Gonzague et Henriette de Clèves. Cette dernière est une amie de Marguerite de Valois, surnommée Margot, fille du roi Henri II et de Catherine de Médicis (c'est la future reine de Navarre puis reine de France, la reine Margot, par son mariage avec Henri de Navarre). Louis de Gonzague est un prince italien, le prince de Mantoue. Le nom de Cassine est d'ailleurs issu de l’italien cassina, « petite maison de campagne ». En 1579, les époux autorisent la construction du Couvent des Cordeliers, à proximité du château, composé d'une église au Nord, orienté ouest/est, et d’un cloître fermé. Le cousin de Louis de Gonzague, François de Gonzague est alors à la tête des Franciscains. Ce couvent est occupé par des moines de 1587 jusqu’à la Révolution française. Le château passe ensuite entre les mains de différents propriétaires, dont Jean-Nicolas Gendarme, un entrepreneur sidérurgiste ardennais. Mais il tombe en désuétude au XXe siècle, fortement endommagé par un premier incendie en 1927, et un deuxième en 1940, provoqué accidentellement par une troupe militaire logeant à l'intérieur,. 
Le prieuré est transformé en exploitation agricole dès le XIXe siècle. L'édifice est inscrit au titre des monuments historiques en 1930,. 
En 2005, le couvent et l’église sont acquis par le département des Ardennes pour un projet mené  avec l’Association Culturelle du Château de la Cassine (qui anime des spectacles dans les ruines du château). Avec 30 000 visiteurs par an, il devient l’un des monuments les plus visités du département, et divers événements y sont organisés, des spectacles son et lumière en été, un marché de producteurs locaux et des concerts durant le festival des musicales de Louvergny. Mais les bâtiments sont dans un mauvais état général, dû à la perte d’étanchéité des toitures. En juin 2019, il est annoncé que l'église et le couvent des Cordeliers de Vendresse figurent dans la liste des 121 monuments qui vont bénéficier du loto du patrimoine prévu en septembre de cette même année 2019. Ceci laisse augurer la possibilité de remise en état des bâtiments, une remise en état nécessaire désormais à leur sauvegarde,.